# Manuel João da Palma Carlos
Manuel João da Palma Carlos (Loures, 24 de Junho de 1915 - Cascais, 1 de Novembro de 2001) foi um advogado e antifascista português. Foi um dos advogados que mais presos políticos defenderam nos Tribunais Plenários. Era irmão de Adelino da Palma Carlos, primeiro primeiro-ministro após o 25 de Abril.
Foi presidente da Associação Académica da Faculdade de Direito de Lisboa de 1935 a 1936. Foi preso várias vezes pela PIDE.
Em 1953 foi advogado de algumas das vítimas do Massacre de Batepá, em S. Tomé e Príncipe.
Esteve também envolvido no MUD e, após a revolução dos cravos, aderiu ao Partido Socialista em 1977.
No pós 25 de Abril exerceu funções como Procurador-Geral da República, foi embaixador em Cuba e Presidente do Conselho de Administração da RTP.
Em 2000 foi agraciado com a Grã-Cruz da Ordem da Liberdade.